# 香水 (メロン記念日の曲)
「香水」（こうすい）は、当時ハロー!プロジェクトに属していたメロン記念日の7thシングル。2002年10月23日に発売された。

## 概要
シングル表題曲「香水」はセンター・メインボーカルを共に柴田あゆみが務め、斉藤瞳・村田めぐみ・大谷雅恵はコーラスおよびラップを担当している。

## 収録曲
作詞・作曲：つんく　編曲：鈴木俊介
1. 香水
2. 恋愛レストラン
3. 香水（Instrumental）

## 参加ミュージシャン
香水
- プログラミング&ギター：鈴木俊介
- オルガン：河合代介
- コーラス：メロン記念日・つんく・稲葉貴子

## 評価
- 元AKB48・NMB48の梅田彩佳は「好きな曲」として挙げている[1]。
- 元AKB48・HKT48・STU48の指原莉乃は「いい歌は一生いい。つんくさんに一生感謝する。」とコメントしている[2]。

## カバー
- ハロー!プロジェクトの音楽配信限定のカバー曲集「ハロカバ」- 亀井絵里(第1弾)、新垣里沙(第3弾)、田中れいな(第5弾)、嗣永桃子(第6弾)、矢島舞美(第6弾)
- Juice=Juice - 1stアルバム「First Squeeze!」の「通常盤 特典CD The Cover Juice」に収録。編曲は平田祥一郎[3]